# 日高欽治
日高 欽治（ひだか きんじ、1937年 - ）は、日本の元広告会社員。ロングセラー菓子であるかっぱえびせんの広告コピー「やめられない、とまらない」の発案者であると主張している。
大広に勤務していた1964年、カルビーより持ち込まれた「かっぱえびせん」のテレビコマーシャル制作を担当することになる。日高の主張では、同僚と製品を食べて企画中に、「一袋目を食べ、もう一袋を開けようとした時、“思わず手が出る　やめられない　とまらない”といったフレーズが閃いた」という。
このフレーズを採用したテレビCMは当初広島地区と東京（関東広域圏）で放映され、後に全国ネットに拡大された。全国拡大された時期には広告代理店は別の会社に代わっていた。
1999年に雑誌記事でこのフレーズの作者が不明であることを知った日高は、2010年にカルビー社長を訪問して経緯を説明し、感謝の言葉も受けて社内報に掲載するという話になったが、その後カルビー側が「フレーズは社内会議で作られた」という見解を公表して社内報への掲載も見送ったことから、2017年7月にカルビーに対して1億5千万円の損害賠償を求める民事訴訟を起こした。
2018年3月26日、東京地方裁判所は
1. 「日高が当該CMを製作した事実の確認」については、「現在の権利又は法律関係の存在又は不存在の確認を求める限りにおいて許容され」るため、確認の対象として適法性を欠く。
2. 社内報への掲載については、具体的な内容を伴った合意（契約）とは認められない。

等の理由により、訴えを却下した。